# Rafael Moreno
Rafael Moreno (* 1985; † 16. Oktober 2022) war ein investigativer Journalist aus Puerto Libertador, Kolumbien. Neben der journalistischen Tätigkeit führte er ein Restaurant. Moreno wurde ermordet, vermutlich wegen seiner Recherchen als Journalist. Er recherchierte in seiner Stadt und der Region zu Korruption und Umweltverschmutzung und veröffentlichte dies auf seiner Online-Plattform Voces de Córdoba. Moreno kritisierte Espedito Duque, den Bürgermeister der Stadt, dafür, dass dieser über seinen Verhältnissen lebe und Aufträge an Vertraute vergebe. Forbidden Stories konnte nach Morenos Tod bestätigen, dass Duque 99 Aufträge aus den Jahren 2016 bis 2022 an 13 Vertraute vergeben hatte. Eine weitere Recherche betraf die Cerro-Matoso-Mine, welche die Umwelt verschmutzte. So veröffentlichte Morena Bilder von rosafarbenen Wolken, welche er auf eine Verschmutzung der Mine zurückführte, und berichtete zudem, dass in Haarproben von Mitarbeitern der Mine sehr giftige Stoffe nachweisbar waren.